# Maultier
Maultier ou Sd.Kfz. 3 foi série de caminhões com semilagartas usados pelos alemães durante a Segunda Guerra Mundial. Eles foram baseados em Opel, Mercedes-Benz ou caminhões da Ford.

## História
Durante 1941, as tropas alemãs descobriram que seus veículos de transporte sobre rodas eram inadequados para as condições rasputitsa enlameadas que marcaram o início e o fim do inverno russo. Somente semilagartas foram capazes de operar nessas condições, mas removê-los de seus propósitos operacionais para funções de abastecimento teria sido impraticável. Em vez disso, a Alemanha começou a construir versões semilagartas de seus caminhões Opel, Daimler-Benz e Ford removendo seus eixos traseiros e colocando novos eixos e motores ligados ao Panzer I com conjuntos de suspensão do tanquete Carden Lloyd. O Panzer I estava fora de produção neste momento, as lagartas já existentes poderiam ser usadas para o custo efetivo para conversão dos caminhões. A suspensão do Carden Lloyd era similar ao utilizado nos transportadores Universal Carrier.
A maioria das conversões foram para caminhões Opel, o que provou ser bem sucedido em serviço, embora eles não tinham a mobilidade geral dos semilagartas desenvolvidos especificamente. A partir de 1943 os equipados alemães de outros caminhões Maultier com corpos blindados, designados como SdKfz 4. Alguns deles estavam armados com 10 lançadores de foguetes Panzerwerfer 42, e foram designados como SdKfz. 4/1.